# Morgenstierne-Küste
Koordinaten: 54° 24′ S, 3° 20′ O
Die Morgenstierne-Küste (norwegisch Morgenstiernekysten) ist ein 4,0 km langer Küstenabschnitt im Norden der Bouvetinsel. Er liegt zwischen dem Kap Circoncision im Westen und dem Kap Valdivia im Osten. Der Horndtvedt- und der Posadowsky-Gletscher münden hier in den Südatlantik. Am östlichen Ende der Küste befindet sich der Smalstranda. Nach Osten schließt sich die Victoria-Terrasse-Küste an, nach Süden die Esmarch-Küste.
Wissenschaftler des Norwegischen Polarinstituts benannten sie 1980. Der Namensgeber ist nicht überliefert.